# Hövelhof
Hövelhof là một đô thị ở huyện Paderborn, trong Nordrhein-Westfalen, Đức.
Hövelhof tọa lạc ở khu vực Senne, phía đông Westfälische Bucht, khoảng 10 km về phía tây bắc của Paderborn.

### Các đô thị giáp ranh
- Augustdorf
- Bad Lippspringe
- Delbrück
- Schloß Holte-Stukenbrock
- Verl

## Các khu vực dân cư
- Klausheide
- Staumühle
- Espeln
- Riege
- Hövelriege

## Đô thị kết nghĩa
- Verrières-le-Buisson (Pháp)